# غلامعلی سفید
غلامعلی سفید سیاستمدار اصلاح طلب اهل یزد است. وی دارای مدرک مهندس متالورژی از دانشگاه علم و صنعت ایران است. همچنین دو دوره استاندار یزد در دوران دولت دوم هاشمی رفسنجانی و دولت یکم سیدمحمد خاتمی بود و در پنجمین دوره شورای اسلامی شهر یزد با کسب بیشترین میزان رأی از سوی فهرست امید به این شورا راه یافت.
وی متولد دیماه 1334 است.

## واکنش به برکناری عضو زرتشتی شورای شهر یزد
وی که با کسب بیشترین میزان رأی به ریاست این شورا برگزیده شد در واکنش به تعلیق سپنتا نیکنام عضو زرتشتی این شورا اعلام کرد که مجری حکم تعلیق وی نخواهد بود، چرا که این عمل منافی سلوک دیندارنه وی و خلاف آزادی و دینداری است. ویدئویی از او که در واکنش به این حکم بود از سوی کاربران شبکه‌های اجتماعی با استقبال بسیار مواجه شد و کاربران با دیدگاه‌های مختلف سیاسی موضع گیری وی را مورد ستایش قرار دادند.